# 放血尖端
《放血尖端》（英語：Bleeding Edge）是美国作家托马斯·品钦的第8部长篇小说，于2013年9月由企鹅出版集团出版。这是一部以九一一袭击事件之前的纽约为背景的侦探小说。

## 情节概要
2001年，在网络泡沫破灭，而尚不知九一一将要到来的纽约，两个孩子的母亲 Maxine Tarnow 经营着一家小小的欺诈调查事务所。和一位三流纪录片导演 Reg Despard 一起，她开始调查一位电脑安全公司 CEO、亿万富翁 Gabriel Ice 的财务状况。在 Gabriel 的公司 hashslingrz 的账本中，Maxine 发现各种异常，例如资金被支付给不复存在的公司。后来的调查中，她发现 hashslingrz 与政府和外国人都有联系，而几个线人先后遇害。Maxine 要揭开真相，更重要的是让自己的生活恢复正常。

## 主要角色
Maxine Tarnow：犹太人女性，两个孩子的母亲和经认证的诈骗调查员。
Gabriel Ice：逃过了网络泡沫崩溃的企业家。创立了 hashslingrz，以大胆的招聘和收购策略闻名。